# Tithorea monosticta
Tithorea monosticta är en fjärilsart som beskrevs av Frederick DuCane Godman och Osbert Salvin 1897. Tithorea monosticta ingår i släktet Tithorea och familjen praktfjärilar. Inga underarter finns listade i Catalogue of Life.